# レオ・スターンバック

レオ・スターンバック

レオ・ヘンリク・スターンバック（Leo Henryk Sternbach, 1908年5月7日－2005年9月28日）は、ポーランド系ユダヤ人の化学者。精神安定剤の一種であるベンゾジアゼピンを開発した。

## 来歴
当時オーストリア・ハンガリー帝国の支配下、現在ではクロアチアの一部となっているオパティヤに生まれた。クラクフ大学 (University of Krakow) で化学の学位を取得した。スイス・バーゼルのロシュ社で働き、1941年に同社の支援を得てナチスから逃れアメリカ合衆国に渡った。薬剤に関する彼の研究はアメリカ・ニュージャージー州ナトリーのロシュ社で行われた。
スターンバックは、クロロジアゼポキシド（リブリウム）、ジアゼパム（ヴァリウム）、フルラゼパム（ダルマン）、ニトラゼパム（モガドン）、クロナゼパム（クロノピン）、トリメタファン（アルフォナード）の開発者として知られる。化合物 R0 6-690 を基にしたリブリウムは1956年にスターンバックによって見出され、1960年に使用が認可された。1963年、改良版であるヴァリウムが発表され、驚異的な人気を得た。1969年から1982年にかけてアメリカで最も処方された医薬品であり、ピークである1978年には23億錠以上が売られた。ローリング・ストーンズの曲「マザーズ・リトル・ヘルパー」の中で "little yellow pill" として賛辞されている。アメリカでは、テレビ番組「60 Minutes」に専用コーナーも作られた。
スターンバックは241の特許を保有し、彼の数々の発見はロシュを製薬企業の巨人に押し上げた。また彼は製薬化学における功績によりアメリカ発明者栄誉殿堂に入っている。彼はその功績によって富豪になったわけではなかったが、化学に情熱を感じ、「私は常にただ私の望んだことをやった」と述べているように、幸福であったようだ。彼は95歳になるまでオフィスに通っていた。1979年化学パイオニア賞受賞。2005年全米発明家殿堂選出。
ノースカロライナ州チャペルヒルの自宅で死去した。